# Région Sidama
Pour les articles homonymes, voir Sidama.
La région Sidama est l'une des douze régions de l'Éthiopie depuis le référendum ayant mené à la régionalisation le 18 juin 2020 de l'ancienne zone Sidama de la région des nations, nationalités et peuples du Sud. Sa capitale est Hawassa.
La majorité de la population est d'ethnie Sidama et de religion chrétienne protestante.

## Capitale

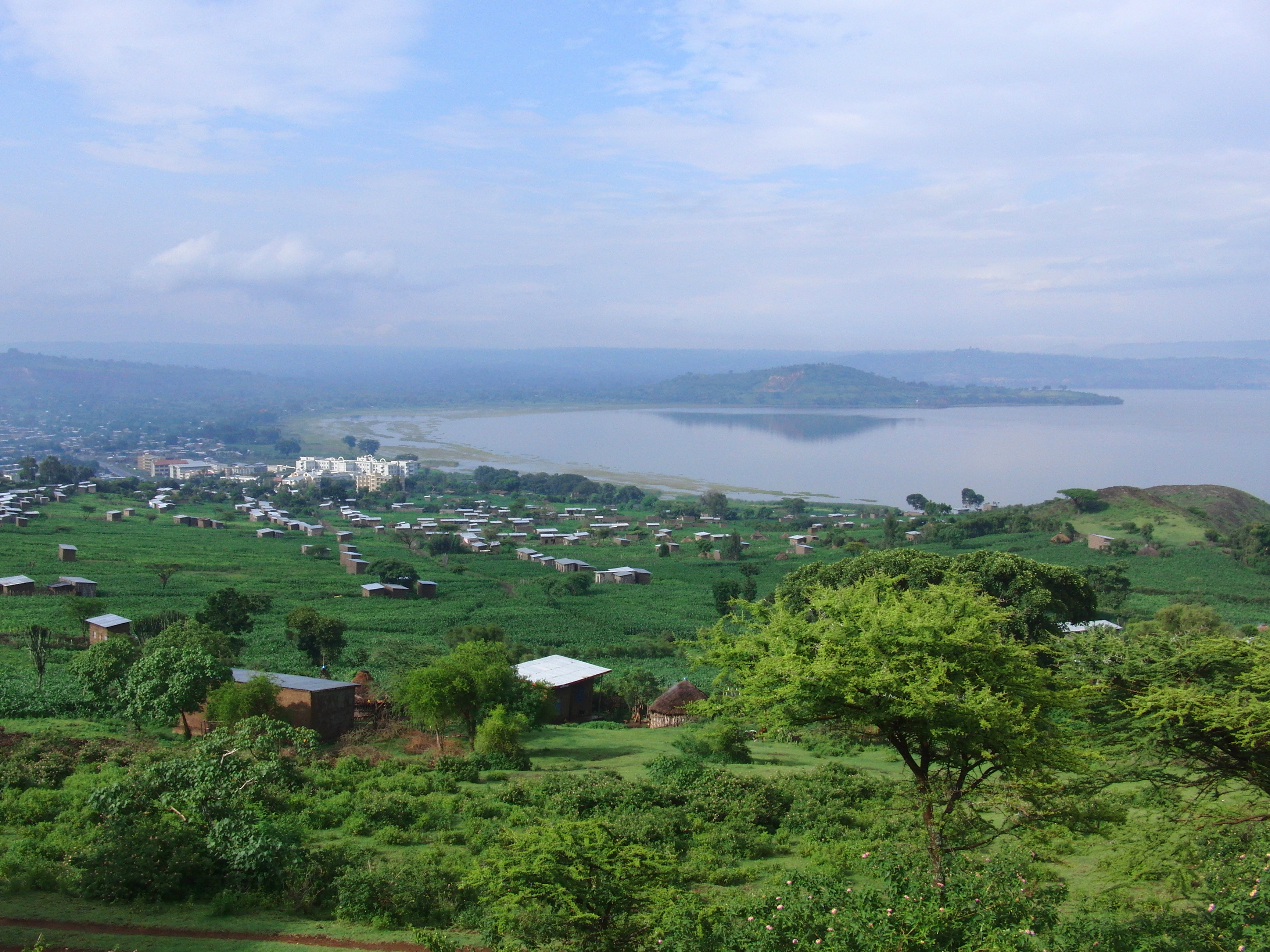
Vue aérienne d'Hawassa.

La capitale régionale, Hawassa, qui est depuis 2007 une zone administrative distincte, était la capitale de la région des nations, nationalités et peuples du Sud (RNNPS) avant la scission de la région Sidama. Après le référendum de 2019, le siège du gouvernement de la RNNPS s'y maintient cependant jusqu'à ce que les fonds alloués à son fonctionnement soient répartis entre elle et la nouvelle région Sidama. La période de transition devant permettre à la RNNPS d'établir une nouvelle capitale est fixée aux mandats des deux prochaines élections de la Chambre des représentants des peuples, soit théoriquement dix ans.

## Woredas
Au début des années 2000, l'Atlas of the Ethiopian Rural Economy mentionne dans la zone Sidama les woredas Aleta Wendo, Arbegona, Aroresa, Bensa, Dale, Dara, Hulla, Shebedino ainsi que le woreda Awasa qui englobe encore à l'époque la future zone spéciale Hawassa.
La zone Sidama perd du territoire à la création de la zone spéciale mais elle atteint dix-neuf woredas au recensement national de 2007 du fait de plusieurs subdivisions, :
- Aleta Wendo ;
- Arbegona ;
- Aroresa ;
- Awasa Zuria ;
- Bensa ;
- Bona Zuria ;
- Boricha ;
- Bursa ;
- Chere ;
- Chuko ;
- Dale ;
- Dara ;
- Gorche ;
- Hulla ;
- Loko Abaya ;
- Malga ;
- Shebedino ;
- Wensho ;
- Wondo Genet.

La composition de la zone Sidama et la zone spéciale Hawassa restent pratiquement inchangées au moins jusqu'en 2017 et probablement jusqu'à la fin des années 2010.
De nouvelles subdivisions apparaissent cependant par la suite, notamment à l'intérieur des woredas Aroresa, Bensa, Boricha, Chere, Hulla et Shebedino.[réf. à confirmer]

## Démographie
Au début des années 2000, l'Atlas of the Ethiopian Rural Economy estime la densité de population au-dessus de 350 personnes par km2 dans les woredas Awasa, Shebedino, Arbegona, Wondo Genet, Dara et Hulla. La population est moins dense dans les autres woredas de la zone.
Le recensement national de 2007 traite séparément la zone spéciale Hawassa, appelée en anglais : Hawassa city administration zone. La zone spéciale compte alors 258 808 habitants au total dont 61 % de citadins qui sont principalement les 157 139 habitants de la ville d'Hawassa mais aussi 750 habitants à Tula.
Le sidamo est la langue maternelle pour 48 % des habitants de la zone spéciale, l'amharique pour 31 %, le wolaitta
pour 10 % et l'oromo pour 2,5 %.
Environ 60 % des habitants de la zone spéciale sont protestants, 27 % sont orthodoxes, 8 % sont musulmans et 4 % sont catholiques.
| Woreda  | Population 2007 | Agglomérations en 2007 |
| ------- | --------------- | ---------------------- |
| Hawassa | 258 808         | Hawassa, Tula          |

Quant à la zone Sidama, elle compte 2 954 136 habitants en 2007 et 6 % de sa population est urbaine.
Le sidamo est la langue maternelle pour 94 % des habitants, l'amharique pour 2 %, l'oromo pour 2 % et le wolaitta pour moins de 1 %.
La majorité des habitants de la zone (84 %) sont protestants, 5 % sont musulmans, 3 % sont orthodoxes, 3 % sont catholiques et près de 3 % sont de religions traditionnelles africaines.
En dehors de la zone spéciale Hawassa, la principale agglomération de la zone Sidama est Yirgalem avec 30 348 habitants en 2007 suivie par Aleta Wendo avec 22 093 habitants, Chuko avec 18 467 habitants, Leku avec 11 831 habitants, Daye avec 11 588 habitants et d'autres agglomérations qui ont moins de 10 000 habitants à la même date.
| Woreda      | Population 2007 | Agglomérations en 2007, |
| ----------- | --------------- | ----------------------- |
| Aleta Wendo | 188 976         | Aleta Wondo             |
| Arbegona    | 135 862         | Yaya                    |
| Aroresa     | 170 240         | Mejo                    |
| Awasa Zuria | 124 472         | -                       |
| Bensa       | 250 727         | Daye                    |
| Bona Zuria  | 121 236         | Bona                    |
| Boricha     | 250 260         | Yirba, Bolela, Darara   |
| Bursa       | 103 631         | Bursa                   |
| Chere       | 120 449         | Chere                   |
| Chuko       | 167 300         | Cheko                   |
| Dale        | 242 658         | Yirga Alem              |
| Dara        | 155 265         | Kebado, Teferi Kela     |
| Gorche      | 105 472         | Gorche                  |
| Hulla       | 129 263         | Hagere Selam            |
| Loko Abaya  | 99 233          | Hanitate                |
| Malga       | 109 793         | Manicho                 |
| Shebedino   | 233 922         | Leku                    |
| Wensho      | 89 662          | Bokasa                  |
| Wondo Genet | 155 715         | Chuko, Kela             |

En 2022, la population de la zone Sidama est estimée à 4 067 682 personnes avec une densité de population de 622 personnes par km2 et 6 538 km2 de superficie tandis que celle de la zone spéciale Hawassa est estimée à 555 480 personnes avec une densité de population de 3 533 personnes par km2 et 157 km2 de superficie.
Le cumul des deux zones permet d'estimer la population régionale à 4 623 162 personnes en 2022 avec une densité de population de 691 personnes par km2 pour 6 695 km2 de superficie totale.